# الإسلام في تركمانستان
وفقًا لتقرير مركز بيو للأبحاث لعام 2009 فإن 93.1٪ من سكان تركمانستان مسلمون. هم من المسلمين السنة. الغالبية العظمى من التركمان يعرّفون أنفسهم بسهولة على أنهم مسلمون ويعترفون بالإسلام كجزء لا يتجزأ من تراثهم الثقافي، لكن البعض يدعم إحياء مكانة الدين في المقام الأول كعنصر من عناصر الإحياء الوطني.

## التاريخ
ارتبط وصول الإسلام إليها بوصوله إلى منطقة خراسان، ففي عهد الخليفة عمر بن الخطاب وصل الأحنف بن قيس إلى مدينة هراه، وفي خلافة عثمان بن عفان وصل الأحنف بن قيس إلى بلاد طخارستان في أعالى نهر جيجون وتجاوز مدينة مرو وانتصر على تحالف الطخارستانين، وتولى أمير بن أحمد مرو، وأسكن العرب بها، وعندما انتصف القرن الأول الهجري كان الإسلام قد ثبت دعائمه في مرو، واتخد المسلمون منها قاعدة لتحركهم في إقليم ما وراء النهر، فعبر سعيد بن عثمان نهر جيجون بقوات إسلامية لفتح ما وراء النهر في سنة 55 هـ، وعندما قام قتيبة بن مسلم الباهلي بفتوحاته إلى بلاد فرغانة وكاشغر كان يتخد من مرو قاعدة لانطلاق الغزوات، وهكذا كان دور منطقة التركمان في الفتوح الإسلامية لوسط آسيا.
وفي خلافة المأمون العباسي مد الطاهريون نفودهم على خراسان وما جاورها، وعندما قامت الدولة السامانية في العصر العباسي الثاني، كانت مرو إحدى الأقاليم التابعة لها، وزاد ثتبيت الإسلام بمنطقة وسط آسيا.
وفي القرن السادس الهجري قامت دولة الغزنويين مكان السامانين وبسطت نفودها على خراسان ووسط آسيا، ثم جاء دور السلاجقة واتخدوا من منطقة تركمانيا قاعدة لهم وامتد نفودهم إلى خراسان ووسط آسيا وغربها، بل وصل بغداد، ثم استولي المغول على وسط آسيا وغربها، وبعد إسلامهم أخدوا على عاتقهم نشر الإسلام بين شعوب آسيا الوسطي وأمودريا.
واستولي الروس على الدويلات المغولية في سنة 1302 هـ، وفي عهد السوفيات أصبحت تركمانيا جمهورية اتحادية في سنة 1329 هـ، وتتبع جمهورية تركمانيا الإدارة الدينية لمسلمي وسط آسيا، وكان التركمان يكتبون لغتهم المعروفة بالجغتانية، بحروف عربية قبل استبدالها بحروف عربية بالحروف الروسية، وقد تغير وضع تركمانيا بعد تفكك الاتحاد السوفياتي في سنة 1991 وأعلنت استقلالها.